# حكومة باسندوة
تكونت حكومة باسندوة من 36 وزيراً من جميع أطياف الكتل السياسية حسب اتفاقية المبادرة الخليجية، قدم باسندوة استقالته في 21 سبتمبر 2014 عقب إعلان سيطرة الحوثيين على صنعاء.

## التكليف
أصدر رئيس الجمهورية اليمنية بالإنابة عبد ربه منصور هادي في 27 نوفمبر 2011 م قرار بتكليف محمد سالم باسندوة بتشكيل حكومة الوفاق الوطني لقيادة المرحلة الانتقالية التي تسبق موعد الانتخابات الرئاسية

## تحديات
تواجه الحكومة الانتقالية الهشّة التي جاءت إلى السلطة بعد الرئيس علي عبد الله صالح في عام 2012 إثر ثورة جماهيرية، تواجه عدة تحديات على مسار إنهاء انتهاكات حقوق الإنسان من قبيل الاحتجاز التعسفي والاعتداءات على حرية التعبير وحرية التجمع، ومشكلة تجنيد الأطفال. تراجعت معدلات القتال على صلة بالاضطرابات السياسية، لكن استمرت المصادمات الطائفية في الشمال، وقاتلت القوات الحكومية فرع القاعدة باليمن في الجنوب. يواجه اليمن أزمة إنسانية متصاعدة، إذ أن نصف السكان تقريباً يعوزهم الطعام الكافي.
ترك صالح السلطة في فبراير 2012 بموجب اتفاق للخروج من السلطة برعاية مجلس التعاون الخليجي، وبدعم لأغلب نقاطه من مجلس الأمن والولايات المتحدة والدول الأعضاء بالاتحاد الأوروبي. وبموجب الاتفاق منح البرلمان اليمني في 21 يناير قانون الحصانة لصالح ومن خدموا معه، من الجرائم السياسية المرتكبة على مدار فترة حكمه الممتدة 33 عاماً. قانون الحصانة يخرق التزامات اليمن القانونية الدولية بضرورة المقاضاة على انتهاكات حقوق الإنسان الجسيمة، ومنها الاعتداءات من قبل القوات الحكومية والعصابات الموالية للحكومة التي أسفرت عن مقتل ما لا يقل عن 270 متظاهراً وماراً أثناء الانتفاضة.

## حكومة باسندوة
| الوزارة                                 | الوزير |
| --------------------------------------- | --- |
| رئيس الوزراء                            | محمد سالم باسندوة |
| وزارة المالية                           | - صخر أحمد عباس الوجيه (حتى 11 يونيو 2014) - محمد منصور زمام                                                                                    |
| وزارة الخارجية                          | - أبو بكر القربي (حتى 11 يونيو 2014) - جمال عبد الله السلال                                                                                     |
| وزارة الدفاع                            | اللواء محمد ناصر أحمد علي |
| وزارة الداخلية                          | - عبد القادر قحطان (حتى 7 مارس 2014) - عبده حسين الترب (منذ 7 مارس 2014)                                                                        |
| وزارة الكهرباء                          | - صالح سميع (حتى 11 يونيو 2014) - عبد الله محسن الأكوع                                                                                          |
| وزارة الإعلام                           | - علي أحمد العمراني (حتى 11 يونيو 2014) - نصر طه مصطفى                                                                                          |
| وزارة النفط والمعادن                    | - هشام شرف عبد الله (حتى 7 مارس 2014) - خالد محفوظ بحاح (حتى 11 يونيو 2014) - أحمد عبد القادر شائع (حتى 16 يونيو 2014) - حسين الرشيد جمال الكاف |
| وزارة العدل                             | القاضي مرشد علي العرشاني |
| وزارة الزراعة والري                     | المهندس فريد أحمد مجور |
| وزارة التربية والتعليم                  | عبد الرزاق يحيى الأشول |
| وزارة الثقافة                           | الدكتور عبد الله عوبل |
| وزارة النقل اليمنية                     | الدكتور واعد باذيب |
| وزارة الشباب والرياضة                   | معمر مطهر الإرياني |
| وزارة الصناعة والتجارة                  | الدكتور سعد الدين بن طالب |
| وزارة الاتصالات وتقنية المعلومات        | أحمد عبيد بن دغر |
| وزارة التعليم العالي والبحث العلمي      | الدكتور يحيى محمد الشعيبي |
| وزارة الصحة العامة والسكان              | الدكتور أحمد قاسم العنسي |
| وزارة الأوقاف والإرشاد                  | حمود محمد عباد |
| وزارة حقوق الإنسان                      | الدكتورة حورية مشهور أحمد |
| وزارة الشؤون الاجتماعية والعمل          | الدكتورة أمة الرزاق علي حمد |
| وزارة الشؤون القانونية                  | الدكتور محمد أحمد المخلافي |
| وزارة الأشغال العامة والطرق             | المهندس عمر عبد الله الكرشمي |
| وزارة السياحة اليمنية                   | الدكتور قاسم سلام |
| وزارة الثروة السمكية                    | المهندس عوض السقطري |
| وزارة المياه والبيئة                    | عبده رزاز صالح خالد |
| وزارة شؤون المغتربين                    | مجاهد القهالي |
| وزارة الخدمة المدنية والتأمينات         | نبيل عبده شمسان |
| وزارة التخطيط والتعاون الدولي           | الدكتور محمد سعيد السعدي |
| وزارة الإدارة المحلية                   | علي محمد اليزيدي |
| وزارة التعليم الفني والتدريب المهني     | الدكتور عبد الحافظ ثابت نعمان |
| وزيرا للدولة عضو مجلس الوزراء           | حسن أحمد شرف الدين |
| وزيرا للدولة عضو مجلس الوزراء           | شائف عزي صغير |
| وزيرا للدولة لشؤون مجلس الوزراء         | الدكتورة جوهرة حمود ثابت |
| وزيرا للدولة لشؤون مجلسي النواب والشورى | الدكتور رشاد أحمد الرصاص |

## التعديلات الوزارية

### تعديل مارس 2014
في 7 مارس 2014 أصدر الرئيس عبد ربه منصور هادي قرار بتعديل وزاري كالتالي:
- عبده حسين الترب وزيراً للداخلية، «خلفاً لـعبد القادر قحطان».
- خالد محفوظ بحاح وزيراً للنفط والمعادن، «خلفاً لـهشام شرف عبد الله».

### تعديل 11 يونيو 2014
في 11 يونيو 2014 أصدر الرئيس عبد ربه منصور هادي قرار بتعديل وزاري كالتالي:
- محمد منصور زمام وزيراً للمالية، «خلفاً لـصخر أحمد عباس الوجيه».
- جمال عبد الله السلال وزيراً للخارجية، «خلفاً لـأبو بكر القربي».
- نصر طه مصطفى وزيراً للإعلام، «خلفاً لـعلي أحمد العمراني».
- عبد الله محسن الأكوع وزيراً للكهرباء، «خلفاً لـصالح سميع».
- أحمد شايع وزيراً للنفط، «أعتذر عن تولي المنصب» [5]

### تعديل 16 يونيو 2014
- حسين الرشيد جمال الكاف وزيراً للنفط، «خلفاً لـخالد محفوظ بحاح».